# ジャガー横田
ジャガー横田（ジャガーよこた、1961年7月25日 - ）は、日本の女子プロレスラー、タレント。本名：木下 利美（きのした りみ）、旧姓：横田（よこた）。所属団体はワールド女子プロレス・ディアナ。ホームページは、ジャガー横田.com。

## 経歴

### デビュー
4人姉妹の末娘として誕生。荒川区立尾久西小学校、荒川区立第七中学校卒業。中学当時は卓球部に所属していた。卓球で淑徳高等学校への推薦入学が内定していたが、家庭の経済的負担を軽減するために辞退し、全日本女子プロレス入りする。その時の動機は「これは私にもできそう」ということだった。
1977年6月28日、大田区体育館大会で全日本女子プロレスからデビュー。身長160cmという女子レスラーとしては体格は小柄で軽量の持ち主ながら、その気迫迫るファイトは「女子プロレス界一のストロングスタイル」と評され、これまでに初代全日本シングル王者、第29代・31代WWWA世界シングル王者など数々のタイトルを所持している。

### 引退
横田が20代前半の頃の全女の場合、年齢が25歳前後に達するとメインに出ていたレスラーでも扱いが急に悪くなり、会社と喧嘩して辞めていくパターンが多かったが、横田の場合は引退する1年ぐらい前に「引退はいつですかね？」と全女の運営に相談した。しかし貯金がなかったため「世界チャンピオンにまでなって、犬小屋も建てられずに辞めさせられるか！最低300万円貯めろ」と言われ、実際に300万円の貯金をして、その10ヶ月後に引退を決めた。（300万円は引退した日に両親に手渡した。）
1985年12月16日、全日本女子プロレス大賞の会場で右肩の理由に現役引退を発表、1986年2月15日に川崎市体育館でデビル雅美相手に引退試合を行った。引退時には全女への貢献を認められたことで、退職金を支給された。
テレビ解説・コーチに転向し、アジャ・コングを始め、後のスター選手など育成するも、全女の人気下降により余裕のなくなった会社側からコーチを解任される。自身が苦労人だったこともあって、コーチとしては出来の悪い弟子にほど親身になって指導したといい、全女経営者である松永一家の「みんなを育てる必要なんかない、10人入ったうち1人スターを作ればいいんだ」という考え方と横田のコーチ哲学は一致しなかった。
1989年8月24日には、ライオネス飛鳥の引退試合の相手を務めた。（引退試合は最初は立野記代を相手に行われたが、試合後に立野が解説席のジャガーに呼びかけたことで3年半ぶりにリングに上がった。）
1993年5月30日、新宿スポーツ会館での全日本女子レスリング選手権50kg級に出場。同級に出場予定だった山本美憂は欠場。1回戦はピンフォール勝ちするが、2回戦は同大会3位の高校生である石田由美（群馬・関東学園高）に1分18秒を残してテクニカルフォール負け。大会の表彰式で、横田にはこれまで全女の若手選手を出場させてきた功績が称えられ、特別賞が全日本女子レスリング連盟会長の小野清子から贈られた。
プロレス以外の仕事として現役引退後にアクション女優やローラーゲーム選手、コーチ休業時にミミ萩原の事務所に所属してミュージカル女優を目指したこともあったが、いずれも全て挫折している。

### 復帰
1994年10月31日、全女の東京ドーム大会合同記者会見にて現役復帰を表明、11月20日にタッグながらOGエキシビジョンマッチを行う。1995年1月4日、全女後楽園ホール大会で正式復帰。
1995年からは吉本興業企画の女子プロレス軍団『吉本女子プロレスJd'』に所属、選手とコーチを兼任する。1998年12月26日、有明コロシアムで2度目の現役引退（1度目同様、相手はデビル雅美）。その後も2000年まで同団体でコーチを務める。
2003年にDDTプロレスリングで2度目の復帰。その際に「生涯現役」を誓っている。
2004年に結婚。2006年11月には第1子が誕生した。（詳細後述）その後、2007年3月11日に出産後初試合に臨んだ。
2011年10月、『ワールド女子プロレス・ディアナ』に入団を発表。コーチ業とスポット参戦でリングにも上がった。
現役最古参女子レスラーとして各女子プロレス団体のリングに上がると共に、フリーの立場で各団体の後輩の指導に当たる。
2015年6月28日、自身の38周年記念大会にてマイクで「私は今のプロレス界の若手に不満だ。ちょっと痛ければ休む。辛ければ休む。そんなのやってたら若手が成長しない。38年目にして生まれ変わる。」と発言し、「VOODOO-MURDERS」へ加入。人生初のヒールターンとなる。その後、堀田祐美子やジェニー・ローズを勧誘し、ヒールユニットCRYSISを結成する。
2023年4月23日、尾崎魔弓との合計年齢115歳タッグでOZアカデミー認定タッグ王座を戴冠。この王座戴冠により、「プロレスタッグチーム選手権を優勝した最高齢ペア（女性）」のギネス世界記録を樹立した。
2024年3月をもってディアナの道場マッチのレギュラー参戦から卒業し、各地の大会に参戦しながらプロレスラーに対して技術を広げて行く活動を行うことを発表した。

### ジャガーY
2005年11月3日に横浜アリーナで行われた「ハッスル・マニア2005」で、ハッスル軍と戦うモンスター軍に、女豹のようなメイク&コスチュームに身を包んだ、ジャガー横田を思わせる名前とルックスを持つ謎の女「ジャガーY」が現れたが、ジャガー横田との関係は不明である。話すときは語尾が「〜ニャ」となる。

### ジャガーばあちゃん
2016年9月25日に開催された乱丸フェスタにてジャガーばあちゃんとして登場。タッグを組んだがばいじいちゃんと同じで、杖を突きヨロヨロな老人であるが突然豹変し、機敏な姿を見せている。

## 得意技
- ジャガースープレックス
- ジャガーバックドロップホールド - 通常のレッグロック・スープレックスと違い、片膝を畳んでロックするのが特徴
- ジャガークラッチ
- ツームストンパイルドライバー
- ウラカン・ラナ
- ヒップアタック
- ジャンピング・ヒップドロップ
- 大車輪ボディアタック
- 飛び付き回転エビ固め
- 風車固め
- ブレーンバスター固め

## タイトル歴
- 初代全日本シングル王座
- 初代全日本ジュニア王座
- 第29代、第31代WWWA世界シングル王座（通算防衛期間は史上一位）
- 第12代UWA世界女子王座
- 第19代AWF世界女子王座
- 第3代TWF世界王座
- NWA認定インターナショナルガールズタッグ王座（タッグパートナーは奥村ひとみ）
- 第72代WWWA世界タッグ王座（タッグパートナーは堀あゆみ（ジャンボ堀））
- 初代TWF世界タッグ王座（タッグパートナーは小杉夕子）
- 初代、第4代、第10代WWWD世界エリザベス王座
- 第38代OZアカデミー認定タッグ王座（タッグパートナーは尾崎魔弓）
- 第9代OZアカデミー認定パイオニア3WAY王座
- 1993年全日本女子レスリング連盟特別賞

## 人物

### リングネーム
デビューからしばらくは、本名・横田利美のリングネームでファイトしていた。ジャッキー佐藤を下してWWWA世界シングル王座に就いて以降、当時所属していた正規軍ダイナミックジャガーズでも名実共にエースとなり、そのチーム名から「ジャガー横田」と新たに命名された。

### 家族に関するエピソード
- 2004年7月に、7歳年下の医師（医学博士でスマックガールのリングドクター）で、鎌倉女子大学教授を務める木下博勝（北海道深川市出身）と結婚。結婚後は『徹子の部屋』、『踊る!さんま御殿!!』、『クイズ$ミリオネア』、『はなまるマーケット』、『メレンゲの気持ち』、『いい旅・夢気分』、『オールスター感謝祭』など数々のバラエティ番組に夫婦で出演してタレント活動を開始している。
- 2006年5月に妊娠が判明。40歳を過ぎてからの高齢出産ということも相まって、マスコミに大きく取り上げられた。11月29日（現地時間、日本では11月30日）にハワイホノルルの病院で自然分娩にて男児を出産。その後2007年には、年内中にリングに復帰する意向を表明した。この一連の出来事は、朝日新聞朝刊の連載（2006年12月26日開始）「患者を生きる」の妊娠・出産編にて、特集「不屈のジャガー」（全6回）で連載された。
- 一人息子である長男[21]を溺愛しており、親馬鹿ぶりを隠さない。しかし、妊娠中から胎教、誕生直後から英才教育を施している夫とは教育方針が違い、長男の好奇心や身体能力を考慮して自由にのびのび育てたいと考えている。なお、長男は2016年6月から放映されている花王「ビオレ u」のCMに出演、五郎丸歩と共演している[22]。

### タレント活動
ラジオ番組「寺島尚正 ラジオパンチ!」（文化放送）金曜日レギュラー、バラエティ番組『森田一義アワー 笑っていいとも!』（フジテレビ）にゲスト出演（不定期）していた。

### 酒に関するエピソード
1度目の引退の前までは全日本女子プロレスのレスラーに課されていた三禁（酒・煙草・男）を守っており、酒は飲んでいなかった。そもそも当時の全女は中堅クラスにも未成年が多かったためある意味で三禁は必然だった。
酒を飲むようになったのは全女のコーチになってからであり、ジャガーよりも2年先に引退していたミミ萩原が働いていた目黒駅近くのスナックが行きつけであった。かつてはブランデーのボトルを軽く1本空けるほどの酒豪であったが、29歳で現役復帰すると試合やトレーニングを優先し「上善如水」のような日本酒ばかり飲んでいた。結婚後、産地や種類、年代でワインを選ぶ夫の木下博勝とは対照的に、ジャガーは味が口に合うかどうかでワインを選んでいる。
ジャガーは「ワインだと主人と2人で1本空けるぐらいが、酔い方も時間的にもちょうどいい。それが、私たち夫婦が仲よく過ごす秘訣なんです」と2017年10月の週刊誌の記事で語っている。

## 著書
- 父と息子VS.母のお受験バトル（祥伝社）ISBN 4396616805
- 怒れ!!チャンピオン―おもしろすぎるぞ!女子プロレス（桃園書房）ISBN 4807820052
- 人生、何が起こるかわからない（イースト・プレス）ISBN 4872575857
- ボクに宇宙一の幸せをくれたジャガー―ボクらの出産顛末記（日本テレビ放送網）ISBN 4820399799

※夫の木下博勝との共著

## 音楽

### シングル
| #                                              | 発売日          | A/B面        | タイトル                   | 作詞         | 作曲         | 編曲         | 規格品番     |
| ミノルフォン                                   | ミノルフォン    | ミノルフォン | ミノルフォン               | ミノルフォン | ミノルフォン | ミノルフォン | ミノルフォン |
| ---------------------------------------------- | --------------- | ------------ | -------------------------- | ------------ | ------------ | ------------ | ------------ |
| 1                                              | 1983年 11月     | A面          | 愛のジャガー               | 石原信一     | 馬飼野康二   | 馬飼野康二   | KA-2112      |
| 1                                              | 1983年 11月     | B面          | マイフレンド               | 石原信一     | 馬飼野康二   | 馬飼野康二   | KA-2112      |
| ポニーキャニオン / ジャガー横田＆木下博勝 名義 |                 |              |                            |              |              |              |              |
| 2                                              | 2007年 10月17日 | 01           | 愛のデュエット             | 魚住勉       | 馬飼野康二   | 馬飼野康二   | PCCA-2566    |
| 2                                              | 2007年 10月17日 | 02           | おとなになったら旅立つ君に | 魚住勉       | 馬飼野康二   | 馬飼野康二   | PCCA-2566    |

## 出演

### テレビドラマ
- バトルフィーバーJ 第16話「格闘技! 闇の女王」（1979年、テレビ朝日） - ブラック・スネーク 役（横田利美名義）
- 日立テレビシティ 輝きたいの（1984年5月、TBS） - 東洋女子プロレスの先輩レスラー 役（兼レスリング指導）
- 新大江戸捜査網 第22話「恐怖! 妖女軍団」（1984年9月1日、テレビ東京） - おまさ 役
- 3年B組金八先生 第8シリーズ 第12話（2008年1月、TBS） - 夫の木下博勝と共にタクシーを待つ客役のエキストラで出演（ノンクレジット）
- 豆腐プロレス 第9話（2017年3月18日、テレビ朝日） - 道場マッチの観客 役（友情出演）
- 崖っぷちホテル! 第8話（2018年6月3日、日本テレビ） - 茂子王妃 役
- ドロ刑 第4話（2018年11月3日、日本テレビ） - スリ集団「茨城くのいち」メンバー 役
- WOWOWオリジナルドラマ　椅子 第5話「まぼろしの」（2022年6月24日、WOWOW）[24] - 加奈が勤める工場の同僚 役

## ラジオ
- ジャガーのがんばります → ジャガー…Sareeeのがんばります（2020年10月14日 - 、鳥越アズーリFM）

## 社会貢献活動
- 環境省エコチル調査サポーター